# Mollaosmanlar, Kaman
Mollaosmanlar là một xã thuộc huyện Kaman, tỉnh Kırşehir, Thổ Nhĩ Kỳ. Dân số thời điểm năm 2010 là 35 người.